# دهستان باباافضل
دهستان باباافضل نام دهستانی در بخش برزک شهرستان کاشان، استان اصفهان در ایران است. براساس سرشماری مرکز آمار ایران در سال ۱۳۸۵، جمعیت آن ۱۹۰۴ نفر (۵۹۶ خانوار) بوده‌است.